# Хельсингланд
Хельсингланд (старая передача — Гельсингланд, швед. Hälsingland) — историческая провинция Швеции в регионе Норрланд. Бо́льшая часть относится к лену Евлеборг, однако небольшие области входят в состав Емтландского и Вестерноррландского ленов.

## География
Провинция с юга граничит с Естрикландом, с запада — с Даларной и Херьедаленом, с севера — с Медельпадом. Её площадь составляет 14 264 км².
Бо́льшая часть Хельсингланда холмиста. Возвышенности постепенно понижаются к юго-востоку, однако и к востоку от Юснанской долины есть районы с сильно пересечённой местностью.
На северо-востоке провинции находятся Делленские озёра, возникновение которых связывают с падением метеорита.

## История

Неофициальный флаг Хельсингланд

До XIV века Хельсингланд было общим названием для северных прибрежных районов Швеции, однако потом значение слова сузилось до современных границ. С 1772 года, когда был образован лен Евлеборг, включивший в себя Хельсингланд и соседний Естрикланд, провинция не имеет какого-либо административного значения, но сохраняет культурное и историческое.

## Происхождение названия
Название ланскапа Хельсингланд впервые упоминает Адам Бременский в конце X века как швед. Hälsingland. Хельсингланд был интерпретирован как сочетание слов «шея» и «жители вдоль дороги». Это название не относится к части тела, а рассматривается как узкая часть воды, то есть узкий проток или узкий участок земли. Наиболее распространено мнение, что это «шея» (устье) в Ботническом заливе и люди, которые жили на берегах, с обеих сторон залива.
Снорри Стурлусон рассказывает в XII веке о Хельсингланде также в древнескандинавских сагах «Круг Земной», о стране, которая простиралась до берегов с названием Хельсингланд швед. Hälsingland.
До 90-х годов XVII века название провинции использовалось в просторечьи как эвфемизм ада.

## Экономика

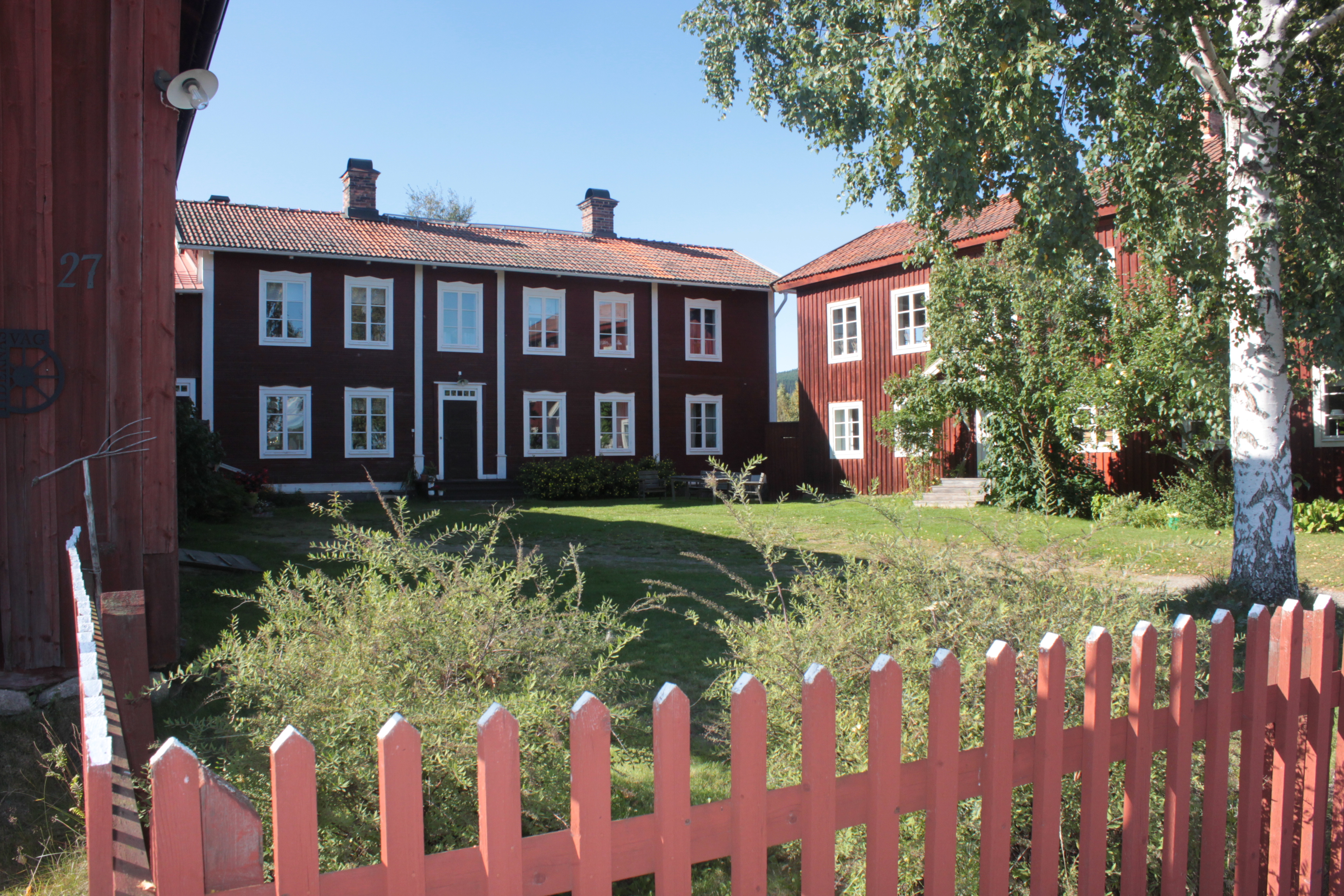
Одно из крестьянских имений Хельсингланда

Хельсингланд известен сельским хозяйством.

## Достопримечательности
Начиная со Средних веков, для этой области характерно пёстрое украшение деревянных жилищ крестьян. Семь наиболее примечательных крестьянских имений XIX века, отобранных ЮНЕСКО для включения в реестр Всемирного наследия, выделяются своеобразным внутренним и внешним декором в стиле сельского барокко с многочисленными фольклорными привнесениями.